# 12759 Joule
12759 Joule este o planetă minoră (asteroid), cu un diametru de 12,882 km, din centura de asteroizi. A fost descoperită pe 9 octombrie 1993 la Observatorul European Austral de Eric Walter Elst și a fost numită după James Prescott Joule. 
Obiectul prezintă o orbită caracterizată de o semiaxă mare de 3,2192085 UAi, o excentricitate de 0,07, o înclinație de 4,82013 ° în raport cu ecliptica.